# Change of the Century
Change of the Century es un álbum musical del saxofonista de jazz estadounidense Ornette Coleman, grabado en 1959 y lanzado a través de Atlantic Records en 1960.

## Lista de canciones
- Todos los temas compuestos por Ornette Coleman

1. "Ramblin'" –6:39
2. "Free" –6:24
3. "The Face of the Bass" –6:59
4. "Forerunner" –5:16
5. "Bird Food" –5:31
6. "Una Muy Bonita" –6:02
7. "Change of the Century" –4:41

Grabado el 8 y 9 de octubre de 1959 en Radio Recorders, Hollywood, California.

## Personal
- Ornette Coleman — saxofón alto
- Don Cherry — trompeta pocket
- Charlie Haden — contrabajo
- Billy Higgins — batería

- Datos: Q1988546